# Burza lodowa (film)
Burza lodowa (ang. The Ice Storm) – amerykański dramat filmowy z 1997 r. w reżyserii Anga Lee, zrealizowany na podstawie powieści Ricka Moody'ego. 
Smutna, zimowa historia dwóch rodzin, Hoodów i Carverów, rozgrywająca się u schyłku prezydentury Nixona.

## Obsada
- Kevin Kline jako Ben Hood
- Joan Allen jako Elena Hood
- Tobey Maguire jako Paul Hood
- Christina Ricci jako Wendy Hood
- Sigourney Weaver jako Janey Carver
- Jamey Sheridan jako Jim Carver
- Elijah Wood jako Mikey Carver
- Adam Hann-Byrd jako Sandy Carver
- Katie Holmes jako Libbets Casey
- David Krumholtz jako Francis Davenport

## Nagrody
Za drugoplanową rolę w tym filmie Sigourney Weaver była nominowana do Złotego Globu i otrzymała nagrodę BAFTA. Do nagrody BAFTA nominowany był również James Schamus za najlepszy scenariusz adaptowany. Sam film startował w konkursie głównym na 50. MFF w Cannes, gdzie ostatecznie otrzymał nagrodę za najlepszy scenariusz.